# Billy Cameron
Pour les articles homonymes, voir Cameron.
William Alexander Cameron (5 décembre 1896 à Timmins, dans la province de l'Ontario au Canada – 28 janvier 1972) est un joueur professionnel de hockey sur glace canadien,.

## Statistiques
| Saison     | Équipe                    | Ligue      |    | Saison régulière | Saison régulière | Saison régulière | Saison régulière | Saison régulière |   | Séries éliminatoires | Séries éliminatoires | Séries éliminatoires | Séries éliminatoires | Séries éliminatoires |
| Saison     | Équipe                    | Ligue      | PJ | B                | A                | Pts              | Pun              | PJ               | B | A                    | Pts                  | Pun                  |                      |                      |
| 1914-1915  | H.C. de Cleveland         | USAHA      |    |                  |                  |                  |                  |                  |   |                      |                      |                      |                      |                      |
| 1914-1915  | A.C.C. de Buckingham      | LOVHL      | 7  | 3                | 0                | 3                | -                | 5                | 5 | 0                    | 5                    | -                    |                      |                      |
| 1915-1916  | A.C.C. de Buckingham      | LOVHL      |    |                  |                  |                  |                  |                  |   |                      |                      |                      |                      |                      |
| 1916-1917  | AA de Pittsburgh          | USAHA      | 40 | 12               | 0                | 12               | -                | -                | - | -                    | -                    | -                    |                      |                      |
| 1917-1918  | Ordinance Corps d'Ottawa  | OCHL       |    |                  |                  |                  |                  |                  |   |                      |                      |                      |                      |                      |
|            |                           |            |    |                  |                  |                  |                  |                  |   |                      |                      |                      |                      |                      |
| 1923-1924  | Canadiens de Montréal     | LNH        | 18 | 0                | 0                | 0                | 2                | -                | - | -                    | -                    | -                    |                      |                      |
|            |                           |            |    |                  |                  |                  |                  |                  |   |                      |                      |                      |                      |                      |
| 1925-1926  | Saints de Saint Paul      | LCH        | 4  | 0                | 0                | 0                | 0                | -                | - | -                    | -                    | -                    |                      |                      |
| 1925-1926  | Americans de New York     | LNH        | 21 | 0                | 0                | 0                | 0                | -                | - | -                    | -                    | -                    |                      |                      |
| 1926-1927  | Saints de Saint Paul      | AHA        | 31 | 3                | 0                | 3                | 22               | -                | - | -                    | -                    | -                    |                      |                      |
| 1927-1928  | Millionaires de Kitchener | CPHL       | 28 | 1                | 0                | 1                | 34               | -                | - | -                    | -                    | -                    |                      |                      |
| 1928-1929  | Millionaires de Toronto   | CPHL       | 32 | 3                | 1                | 4                | 39               | -                | - | -                    | -                    | -                    |                      |                      |
| 1929-1930  | Tigers de Hamilton        | LIH        | 1  | 0                | 0                | 0                | 0                | -                | - | -                    | -                    | -                    |                      |                      |
| 1929-1930  | Bisons de Buffalo         | LIH        |    | 1                | 0                | 0                | 0                | 0                |   | -                    | -                    | -                    | -                    | -                    |
| Totaux LNH | Totaux LNH                | Totaux LNH |    | 39               | 0                | 0                | 0                | 2                |   | -                    | -                    | -                    | -                    | -                    |

## Transactions en carrière
- 21 décembre 1923 : signe avec les Canadiens de Montréal.
- 26 mars 1924 : échangé aux Canucks de Vancouver par les Canadiens de Montréal avec Bob Boucher en retour de Charles Cotch.
- 1er novembre 1925 : signe avec les Americans de New York.
- 2 novembre 1926 : signe avec les Saints de Saint Paul.
- 12 décembre 1927 : signe avec les Millionnaires de Kitchener.
- 18 octobre 1929 : échangé aux Millionnaires de Toronto par Cleveland avec Clarence Wedgewood en retour de Gord McFarlane.
- 13 novembre 1929 : vendu aux Tigers de Hamilton par les Milionnaires de Toronto avec Harold Frost.
- 17 janvier 1930 : vendu aux Bisons de Buffalo par les Tigers de Hamilton.

## Trophée
- Coupe Stanley en 1923-1924.